# Coprophanaeus suredai
Coprophanaeus suredai är en skalbaggsart som beskrevs av Arnaud 1996. Coprophanaeus suredai ingår i släktet Coprophanaeus och familjen bladhorningar. Inga underarter finns listade i Catalogue of Life.